# Paul Tanui
Paul Kipng'etich Tanui, né le 22 décembre 1990 à Nakuru, est un athlète kényan spécialiste des courses de fond. 

## Biographie
Dernier né d'une famille de six enfants, dans le village de Chesubeno, district de Molo, ancienne province de la Vallée du Rift, il vit et s'entraîne à Kisii et au Japon, à Fukuoka.
Il se révèle en début de saison 2010 en s'adjugeant, à l'âge de vingt ans, à Nairobi, le titre individuel senior des championnats du Kenya de cross-country. Quelques jours plus tard, à Bydgoszcz, en Pologne, il remporte le titre par équipes des Championnats du monde de cross avec ses compatriotes Joseph Ebuya, Leonard Komon et Richard Mateelong, après avoir pris la 8e place de l'épreuve individuelle. 
L'année suivante lors des mondiaux de cross de Punta Umbría, Paul Kipngetich Tanui devient vice-champion du monde de la discipline, derrière l’Éthiopien Imane Merga, et s'impose par ailleurs dans l'épreuve par équipes en compagnie de Vincent Chepkok, Mathew Kisorio et Geoffrey Mutai. Sélectionné dans l'équipe du Kenya lors des Championnats du monde de Daegu, il se classe neuvième du 10 000 mètres dans le temps de 27 min 54 s 03.
Deux ans plus tard, il remporte la médaille de bronze du 10 000 m lors des championnats du monde 2013 à Moscou, derrière Mohamed Farah et Ibrahim Jeilan.
Il obtient le même résultat aux championnats du monde 2015, à Pékin, où il s'incline devant Mohamed Farah et son compatriote Geoffrey Kipsang Kamworor.
Il remporte la médaille d'argent aux Jeux olympiques d'été de 2016 à Rio de Janeiro, encore une fois devancé par Mo Farah.
Le 4 août 2017, il obtient sa troisième médaille de bronze sur 10 000 m lors de Championnats du monde, avec Mo Farah toujours vainqueur.

## Palmarès
| Date | Compétition                    | Lieu           | Résultat | Épreuve  | Temps          | Notes       |
| ---- | ------------------------------ | -------------- | -------- | -------- | -------------- | ----------- |
| 2009 | Championnats du monde de cross | Amman          | 4e       | Junior   |                |             |
| 2009 | Championnats du monde de cross | Amman          | 1er      | Junior   |                | Par équipes |
| 2010 | Championnats du monde de cross | Bydgoszcz      | 6e       | Senior   |                |             |
| 2010 | Championnats du monde de cross | Bydgoszcz      | 1er      | Senior   |                | Par équipes |
| 2011 | Championnats du monde de cross | Punta Umbría   | 2e       | Senior   |                |             |
| 2011 | Championnats du monde de cross | Punta Umbría   | 1er      | Senior   |                | Par équipes |
| 2011 | Championnats du monde          | Daegu          | 9e       | 10 000 m | 27 min 54 s 03 |             |
| 2013 | Championnats du monde          | Moscou         | 3e       | 10 000 m | 27 min 22 s 61 |             |
| 2015 | Championnats du monde          | Pékin          | 3e       | 10 000 m | 27 min 02 s 83 |             |
| 2016 | Jeux olympiques                | Rio de Janeiro | 2e       | 10 000 m | 27 min 05 s 64 |             |
| 2017 | Championnats du monde          | Londres        | 3e       | 10 000 m | 26 min 50 s 60 |             |

## Records
| Épreuve  | Performance    | Lieu   | Date            |
| -------- | -------------- | ------ | --------------- |
| 3 000 m  | 7 min 50 s 88  | Arzana | 30 juillet 2011 |
| 5 000 m  | 12 min 58 s 69 | Rome   | 4 juin 2015     |
| 10 000 m | 26 min 49 s 41 | Eugene | 30 mai 2014     |